# Collocalia esculenta
Collocalia esculenta е вид птица от семейство Бързолетови (Apodidae).

## Разпространение
Видът е разпространен в Бруней, Вануату, Индия, Индонезия, Източен Тимор, Малайзия, Мианмар, Нова Каледония, Остров Рождество, Папуа Нова Гвинея, Сингапур, Соломоновите острови, Тайланд и Филипините.